# تراداته
تراداته (به ایتالیایی: Tradate) یک کومونه در ایتالیا است که در استان وارزه واقع شده‌است.

## خصوصیات
تراداته ۲۱ کیلومترمربع مساحت و ۱۶٬۲۵۹ نفر جمعیت دارد و ۳۰۳ متر بالاتر از سطح دریا واقع شده‌است.

## خواهرخوانده
شهرهای Loriol-sur-Drôme, Mirmande و ترووکس خواهرخوانده‌های تراداته هستند.